# 大森田村
大森田村（おおもりたむら）は福島県石川郡にかつて存在した村である。

## 地理
- 現在の須賀川市、旧須賀川市の南東部に位置する。
- 村域は阿武隈高地に位置し、山がちな地形である。

## 歴史
村名は、大栗村の大、狸森村の森、雨田村の田を組み合わせて大森田村となった。

### 村域の変遷
- 1889年（明治22年）4月1日 - 町村制施行により、大栗村・狸森村・雨田村が合併し岩瀬郡大森田村が発足。
- 1955年（昭和30年）1月1日 - 川東村と合併し大東村が発足。同日大森田村廃止。

変遷表
| 1868年 以前 | 1868年 以前 | 明治22年 4月1日 | 昭和30年 1月1日 | 昭和42年 2月1日 | 現在     |
| ----------- | ----------- | --------------- | --------------- | --------------- | -------- |
|             | 大栗村      | 大森田村        | 大東村          | 須賀川市 に編入 | 須賀川市 |
|             | 狸森村      | 大森田村        | 大東村          | 須賀川市 に編入 | 須賀川市 |
|             | 雨田村      | 大森田村        | 大東村          | 須賀川市 に編入 | 須賀川市 |

## 大字
- 大栗（おおぐり）
- 狸森（むじなもり）
- 雨田（あめだ）

## 人口・世帯

### 人口
総数 [単位： 人]
| 1889年（明治22年） | 2,356 |
| 1920年（大正 9年） | 2,868 |
| 1947年（昭和22年） | 4,086 |

### 世帯
総数 [単位： 世帯]
| 1920年（大正 9年） | 560 |
| 1947年（昭和22年） | 671 |